# Beardius xylophilus
Beardius xylophilus är en tvåvingeart som beskrevs av Trivinho-strixino och Strixino 2000. Beardius xylophilus ingår i släktet Beardius och familjen fjädermyggor. Inga underarter finns listade i Catalogue of Life.